# Ronde van Italië 2015/Eerste etappe
De eerste etappe van de Ronde van Italië 2015 werd op 9 mei verreden. De renners reden ploegentijdrit over een afstand van 17,6 kilometer van San Lorenzo al Mare naar San Remo (Italiaans: Sanremo). De Australische ploeg Orica-GreenEdge won de etappe waardoor Simon Gerrans de eerste leiderstrui in ontvangst mocht nemen.

## Verloop
De eerste richttijd werd gezet door Astana, de Kazachse ploeg ging als vierde van start en zette een tijd van 19'36" op de borden. Etixx-Quick Step, voormalig wereldkampioen op dit onderdeel, was bij het tussenpunt twee seconden sneller dan Astana, maar moest op de finish zes seconden toegeven. Andere favorieten voor de winst – zoals Sky, Movistar en BMC – konden daarna evenmin tippen aan de tijd die kopman Fabio Aru en zijn ploeggenoten hadden neergezet. Orica-GreenEdge, die de ploegentijdrit vorig jaar wist te winnen, was bij het tussenpunt acht seconden sneller dan Astana en breidde die voorsprong in het tweede deel uit naar dertien seconden. Daardoor mocht de ploeg, met de Nederlander Pieter Weening in de gelederen, plaatsnemen in de hotseat. Tinkoff-Saxo leek dichtbij te gaan komen. Op het tussenpunt was de ploeg twee seconden sneller dan de Australische formatie. In het tweede deel moest de ploeg echter even inhouden omdat kopman Alberto Contador een gaatje had laten vallen. Ze finishten uiteindelijk op zeven seconden van de toptijd.
Simon Gerrans kwam namens Orica-GreenEdge als eerste over de finish, zodoende werd hij de eerste leider van de Giro.

## Uitslag
| Plaats | Ploeg                                                                                                 | Tijd   |
| ------ | --- | ------ |
|        | Orica-GreenEdge (Chaves, Matthews, Weening, Hepburn, Clarke, Bewley, Gerrans, Lancaster en Durbridge) | 19'26" |
| 2      | Tinkoff-Saxo                                                                                          | + 7"   |
| 3      | Astana                                                                                                | + 13"  |
| 4      | Etixx-Quick Step                                                                                      | + 19"  |
| 5      | Movistar                                                                                              | + 21"  |
| 6      | IAM Cycling                                                                                           | + 25"  |
| 7      | BMC Racing Team                                                                                       | z.t.   |
| 8      | FDJ                                                                                                   | + 26"  |
| 9      | Team Sky                                                                                              | + 27"  |
| 10     | Katjoesja                                                                                             | z.t.   |
|        | |        |
| 13     | LottoNL-Jumbo                                                                                         | + 36"  |

## Klassementen
| Plaats    | Naam                    | Ploeg            | Tijd   |
| --------- | ----------------------- | ---------------- | ------ |
| Roze trui | Simon Gerrans           | Orica-GreenEdge  | 19'26" |
| 2         | Michael Matthews        | Orica-GreenEdge  | z.t.   |
| 3         | Michael Hepburn         | Orica-GreenEdge  | z.t.   |
| 4         | Pieter Weening          | Orica-GreenEdge  | z.t.   |
| 5         | Simon Clarke            | Orica-GreenEdge  | z.t.   |
| 6         | Esteban Chaves          | Orica-GreenEdge  | z.t.   |
| 7         | Manuele Boaro           | Tinkoff-Saxo     | + 7"   |
| 8         | Roman Kreuziger         | Tinkoff-Saxo     | z.t.   |
| 9         | Michael Rogers          | Tinkoff-Saxo     | z.t.   |
| 10        | Alberto Contador        | Tinkoff-Saxo     | z.t.   |
| 11        | Christopher Juul-Jensen | Tinkoff-Saxo     | z.t.   |
| 12        | Ivan Rovny              | Tinkoff-Saxo     | z.t.   |
| 13        | Fabio Aru               | Astana           | + 13"  |
| 14        | Paolo Tiralongo         | Astana           | z.t.   |
| 15        | Diego Rosa              | Astana           | z.t.   |
| 16        | Dario Cataldo           | Astana           | z.t.   |
| 17        | Andrej Zejts            | Astana           | z.t.   |
| 18        | Luis León Sánchez       | Astana           | z.t.   |
| 19        | Tanel Kangert           | Astana           | z.t.   |
| 20        | Mikel Landa             | Astana           | z.t.   |
|           |                         |                  |        |
| 22        | Tom Boonen              | Etixx-Quick Step | + 19"  |

| Plaats     | Naam             | Ploeg           | Tijd   |
| ---------- | ---------------- | --------------- | ------ |
| Witte trui | Michael Matthews | Orica-GreenEdge | 19'26" |
| 2          | Michael Hepburn  | Orica-GreenEdge | z.t.   |
| 3          | Esteban Chaves   | Orica-GreenEdge | z.t.   |
|            |                  |                 |        |
| 16         | Stig Broeckx     | Lotto Soudal    | + 29"  |
| 17         | Moreno Hofland   | LottoNL-Jumbo   | + 36"  |

| Plaats | Ploeg            | Tijd   |
| ------ | ---------------- | ------ |
|        | Orica-GreenEdge  | 19'26" |
| 2      | Tinkoff-Saxo     | + 7"   |
| 3      | Astana           | + 13"  |
|        |                  |        |
| 4      | Etixx-Quick Step | + 19"  |
| 13     | LottoNL-Jumbo    | + 36"  |

1e etappe ·
2e etappe ·
3e etappe ·
4e etappe ·
5e etappe ·
6e etappe ·
7e etappe ·
8e etappe ·
9e etappe ·
10e etappe ·
11e etappe ·
12e etappe ·
13e etappe ·
14e etappe ·
15e etappe ·
16e etappe ·
17e etappe ·
18e etappe ·
19e etappe ·
20e etappe ·
21e etappe
Startlijst · Eindstanden · Afbeeldingen